# Habib Al-Wotayan
Habib Al-Wotayan (Al-Hasa, 8 de agosto de 1996) es un futbolista saudita que juega como portero en el Al Hilal SFC de la Liga Profesional Saudí.

## Trayectoria
Tras formarse como futbolista en las categorías inferiores del Al Fateh SC, finalmente subió al primer equipo. Hizo su debut como profesional el 21 de febrero de 2020 en un partido de la Liga Profesional Saudí, contra el Al-Ahli Saudi FC, jugando la totalidad de los noventa minutos. El encuentro finalizó con un resultado de victoria por 0-1. En la temporada 2020/21 se marchó traspasado al Al Hilal SFC, y tras un breve paso en calidad de cedido al Al-Hazem SC, volvió al club de Riad.

## Clubes
| Club                 | País           | Año       | Partidos | Goles |
| -------------------- | -------------- | --------- | -------- | ----- |
| Al Fateh SC          | Arabia Saudita | 2015-2020 | 12       | 0     |
| Al Hilal SFC         | Arabia Saudita | 2020-2022 | 9        | 0     |
| Al-Hazem SC (cedido) | Arabia Saudita | 2022      | 0        | 0     |
| Al Hilal SFC         | Arabia Saudita | 2022-     |          |       |